# Kanton Ghisoni
Ghisoni is een voormalig kanton van het Franse departement Haute-Corse. Het kanton maakte deel uit van het arrondissement Corte. Het werd opgeheven bij decreet van 13 februari 2014 met uitwerking op 22 maart 2015.

## Gemeenten
Het kanton Ghisoni omvatte de volgende gemeenten:
- Ghisonaccia
- Ghisoni (hoofdplaats)
- Lugo-di-Nazza
- Poggio-di-Nazza